# Piątek, trzynastego (seria)
Piątek, trzynastego (ang. Friday the 13th) – amerykański slasher wyreżyserowany przez Seana S. Cunninghama w 1980 roku do scenariusza Victora Millera. Stał się jednym z najbardziej znanych slasherów, klasykiem wśród horrorów oraz zapoczątkował jedną z najdłuższych serii filmów w historii kina. Seria kilkakrotnie miała zostać definitywnie zakończona, jednak zawsze została wznawiana. Powstał także serial, emitowany w telewizji przez trzy sezony (1987–1990).
Do 2009 roku powstało dwanaście filmów, w tym reboot pierwszego filmu z cyklu, wszystkie połączone postacią Jasona Voorheesa.
Inspiracją do stworzenia pierwszego filmu było morderstwo skautek w Oklahomie.

## Seria

### Pierwsza trylogia iOstatni rozdział

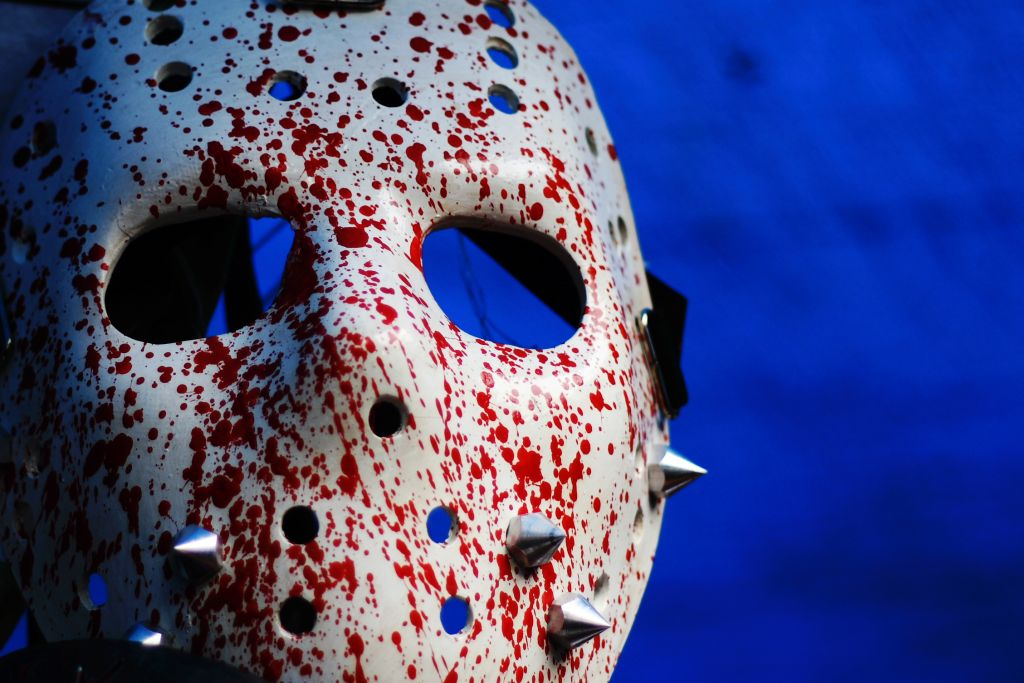
Takiego kroju maska hokejowa noszona przez Jasona Voorheesa stała się symbolem zarówno tej postaci, jak i całej serii.

W pierwszym filmie grupa nastolatków przybywa do letniego obozu nad Crystal Lake, aby przygotować go na otwarcie sezonu. Wiele lat wcześniej młody chłopiec imieniem Jason Voorhees utonął w obozowym jeziorze, a niedługo później dwoje opiekunów obozu zostało zamordowanych przez nieznanego napastnika, po czym nastąpiło zamknięcie obozu. Nastolatkowie zaczynają ginąć jeden po drugim, a na jaw wychodzi, że morderczynią jest obłąkana matka Jasona, Pamela Voorhees.
W drugim filmie okazuje się, że Jason nie utonął w jeziorze, mieszkał jednak samotnie w lesie opodal obozu przez parę dekad. Obserwował z daleka śmierć swojej matki, poszedł więc w jej ślady i zamordował osobę, która ocalała w pierwszym filmie, i kontynuował dzieło matki, mordując napotkane osoby. Jason przedstawiony zostaje jako dużej postury mężczyzna z białym workiem na głowie, ukrywającym jego zdeformowaną twarz. Film, podobnie jak inny slasher Paramountu, My Bloody Valentine, otrzymał od MPAA klasyfikację X. Większość morderstw w filmie została obcięta, między innymi scena, w której dwójka uprawiających seks nastolatków zostaje przebita metalowym prętem.
W trzecim filmie, nakręconym w technice 3D, Jason zdobywa hokejową maskę, która została później jego „znakiem firmowym”. Zabija hippisów i harleyowców, którzy zdecydowali się zabawić w okolicach Crystal Lake. Zakończenie filmu było tematem wielu kontrowersji, ponieważ „Fangoria”, magazyn poświęcony horrorom, opublikował zdjęcia z zakończenia filmu, na których Jason triumfalnie zabijał swoje ofiary. Z tego powodu szybko nakręcone zostało nowe zakończenie.
W czwartym filmie Jason kontynuuje mordowanie, dopóki nie zostaje zabity przez młodego Tommy’ego Jarvisa. Czwartej części nadano prosty tytuł Piątek, trzynastego IV: Ostatni rozdział, wystąpiły w niej nadchodzące gwiazdy lat 80. – Corey Feldman i Crispin Glover, znalazła się także wysoko w amerykańskim box-office, co spowodowało, że Paramount zdecydował się nie kończyć serii.

### Nowy początek
Bohaterem piątej części nadal jest Tommy, teraz już dorosły. Trafia on do zakładu, w którym pomaga się na nowo żyć w społeczeństwie. Niedługo po przybyciu Tommy’ego do ośrodka zaczynają się morderstwa. Okazuje się, że mordercą nie jest Jason, a naśladowca, oszalały z powodu śmierci syna, który został zamordowany w ośrodku przez swojego kolegę. Fani serii nie byli zachwyceni fałszywym Jasonem, a producenci uświadomili sobie, że by utrzymać serię, należy przywrócić Jasona.
Tytuł szóstej części jest prosty i wymowny: Jason żyje. Jason, spoczywający w ziemi i rozkładający się od czwartej części filmu, zostaje ożywiony niczym Frankenstein za pomocą uderzenia pioruna. Ignorując wydarzenia z piątej części, Jason żyje rozpoczyna się sekwencją, w której Tommy wykopuje i otwiera trumnę Jasona, przez przypadek ożywiając go. Od tego momentu Jason staje się jakby zombie (choć wielu fanów uważa, że Jason w żadnym filmie nie był w pełni człowiekiem). Szósta część przez wielu fanów uważana jest za najlepszy film z serii.
W siódmej części dziewczyna obdarzona telekinetycznymi zdolnościami ponownie ożywia Jasona, który spoczywa na dnie jeziora. Przez fanów nazwany został Jason vs. Carrie. W rolę Jasona po raz pierwszy wciela się Kane Hodder, który zagrał go także z części ósmej, dziewiątej i Jason X, zostając uznanym za najlepszego z Jasonów.
Nowa krew również została mocno zmieniona przez MPAA. Początkowo film miał być projektem zatytułowanym Jason vs. Freddy Krueger, jednak nie doszło do porozumienia pomiędzy wytwórniami Paramount i New Line Cinema, które posiadały prawa do postaci.
W ósmej części Jason ożywa porażony prądem z kabla, a następnie dostaje się na pokład statku wycieczkowego Lazarus, na którym rozgrywa się większa część filmu. Mimo tytułu, tylko ostatnie kilkanaście minut filmu dzieje się w Nowym Jorku.

### New Line Cinema
We wczesnych latach 90. New Line Cinema nabyła prawa do serii Piątek 13. i pospiesznie zrealizowała Jason idzie do piekła. W ostatnich scenach filmu hokejowa maska Jasona zostaje zabrana przez rękawicę Freddy’ego Kruegera, co stwarzało nadzieje na walkę między dwoma slasherowymi gigantami.

### Droga doFreddy kontra Jason
Realizacja filmu, w którym Jason i Freddy stają naprzeciw siebie, sprawiała wiele problemów. Największym z nich był scenariusz, mający sensownie połączyć ze sobą obie postaci. Ostatecznie powstały dwa scenariusze: w jednym szatan okazywał się ojcem Jasona, a Freddy i Jason chcieli zdobyć dla niego dzieci, w drugim Jason ożywiony został przez nastolatkę, która chciała uchronić swoją siostrę przed wyznawcami kultu Freddy’ego Kruegera, potrzebującymi ofiary. Ostatecznie żaden ze scenariuszy nie wypalił: ten z szatanem okazał się za drogi, a pierwszy porzucono ze względu na masakrę w Columbine High School.

### Jason w kosmosie
Akcja Jason X rozgrywa się w przyszłości w kosmosie. Jason zostaje rozmrożony i ponownie zaczyna mordować. Wypuszczenie filmu do dystrybucji stwarzało problemy, a film okazał się klapą finansową, zarabiając na całym świecie niecałe siedemnaście milionów dolarów (przy budżecie i promocji wynoszących łącznie dwadzieścia milionów).

### Freddy kontra Jason
Dwa lata później ukończony został projekt Freddy kontra Jason. Przebywający w piekle Freddy Krueger ożywia Jasona i wysyła na ulicę Wiązów, by zamordował kilka osób: wcześniej mieszkańcy Springwood znaleźli sposób, aby obronić się przed Freddym – wymazali wszelkie wzmianki o nim, przestali o nim mówić i całkowicie wymazali go z pamięci, co nie pozwalało mu wrócić. Freddy wysłał Jasona z nadzieją, że gdy zginie parę osób, pamięć o nim powróci. Tak też się dzieje, jednak Jason nie ma zamiaru przestać zabijać „dzieci” Freddy’ego, co prowadzi do otwartego pojedynku.
Freddy kontra Jason realizowany był z zamiarem wydania na rynku DVD/video. Ostatecznie spotkał się jednak z dystrybucją kinową i w krótkim czasie – ku zaskoczeniu twórców – stał się przebojem box-office’u.

### Kolejne filmy
Sukces filmu stworzył możliwość powstania sequela. Początkowo mówiono o projekcie, w którym pojawić mieli się Freddy, Jason i Ash z trylogii Martwe zło, jednak Sam Raimi zaprzeczył tym pogłoskom. W marcu roku 2005 pojawiła się informacja, jakoby Quentin Tarantino miał nakręcić kolejną część Piątku 13., jednak i ta pogłoska została szybko zdementowana.
Pod koniec 2005 roku pojawiły się nieprawdziwe informacje, że na rok 2007 planowany jest Piątek 13. XII, a na 2008 – Freddy kontra Jason II. Anglojęzyczna baza filmowa Internet Movie Database pierwotnie datowała światową premierę już pewnego projektu, Piątku, trzynastego, na 13 lutego 2008 roku. Ostatecznie jego premiera w Północnej Ameryce odbyła się dokładnie rok później, w piątek, 13 lutego. Film zrealizowano jako reboot klasyku Cunninghama. Wyreżyserował go Marcus Nispel, twórca nowej wersji Teksańskiej masakry piłą mechaniczną Tobe’a Hoopera.
Jeśli chodzi zaś o Freddy kontra Jason II, wytwórnia New Line nie wydała w tej sprawie żadnego oświadczenia od 2004 roku, kiedy to stwierdziła, że tymczasowo projekt upadł. Mimo wszystko aktorzy odtwarzający główne postaci we Freddym kontra Jasonie Ronny'ego Yu stwierdzili, że przyjęli by role w projekcie kontynuacyjnym. Jedyna informacja pochodzi od Wesa Cravena, twórcy postaci Freddy’ego, który zapytany przez fana, kiedy znów będzie można zobaczyć demona z ulicy Wiązów, odpowiedział, że już niebawem; jak miało się wkrótce okazać, reżyser miał na myśli reboot swojego oryginalnego Koszmaru z ulicy Wiązów.
Sukces komercyjny Piątku, trzynastego Nispela przyczynił się do powstania spekulacji na temat ewentualnego sequela.
W 2017 roku premierę miał 50-minutowy, fanowski film, Never Hike Alone, w którym pojawiły się postacie Jasona Voorheesa i Tommy'ego Jarvisa. W filmie fanowskim z 2021 roku, Jason Rising: A Friday the 13th Fan Film, wystąpiły Adrienne King i Amy Steel.

## Wracający bohaterowie
| Bohater         | Film                       | Film                   | Film             | Film                         | Film         | Film                             |
| Bohater         | Piątek, trzynastego (1980) | Piątek, trzynastego II | Ostatni rozdział | Nowy Początek                | Jason żyje   | Never Hike Alone (film fanowski) |
| --------------- | -------------------------- | ---------------------- | ---------------- | ---------------------------- | ------------ | -------------------------------- |
| Alice Hardy     | Adrienne King              | Adrienne King          |                  |                              |              |                                  |
| Pamela Voorhees | Betsy Palmer               | Betsy Palmer           |                  |                              |              |                                  |
| Tommy Jarvis    |                            |                        | Corey Feldman    | John Shepherd, Corey Feldman | Thom Mathews | Thom Mathews                     |

## Seria
- Piątek, trzynastego (Friday the 13th; 1980) reż. Sean S. Cunningham
- Piątek, trzynastego II (Friday the 13th Part 2; 1981) reż. Steve Miner
- Piątek, trzynastego III (Friday the 13th Part III: 3D; 1982) reż. Steve Miner
- Piątek, trzynastego IV: Ostatni rozdział (Friday the 13th: The Final Chapter; 1984) reż. Joseph Zito
- Piątek, trzynastego V: Nowy początek (Friday the 13th: A New Beginning; 1985) reż. Danny Steinmann
- Piątek, trzynastego VI: Jason żyje (Friday the 13th Part VI: Jason Lives; 1986) reż. Tom McLoughlin
- Piątek, trzynastego VII: Nowa krew (Friday the 13th Part VII: The New Blood; 1988) reż. John Carl Buechler
- Piątek, trzynastego VIII: Jason zdobywa Manhattan (Friday the 13th Part VIII: Jason Takes Manhattan; 1989) reż. Rob Hedden
- Piątek, trzynastego IX: Jason idzie do piekła (Jason Goes to Hell: The Final Friday; 1993) reż. Adam Marcus
- Jason X (2001), reż. James Isaac
- Freddy kontra Jason (Freddy vs. Jason; 2003), reż. Ronny Yu
- Piątek, trzynastego (Friday the 13th; 2009) reż. Marcus Nispel